# Капелло, Фабио
Фа́био Капе́лло (итал. Fabio Capello, итальянское произношение: [ˈfaːbjo kaˈpɛllo, -ˈpel-]; род. 18 июня 1946, Пьерис) — итальянский футбольный тренер, ранее выступавший как футболист на позиции полузащитника. Считается одним из самых успешных тренеров всех времён.
В качестве игрока Капелло представлял команды СПАЛ, «Рома», «Милан» и «Ювентус». Он играл на позиции полузащитника и выиграл несколько трофеев за свою карьеру, которая продолжалась более 15 лет. В 1969 году он выиграл Кубок Италии с «Ромой», но наибольшего успеха добился с «Ювентусом», завоевав три титула чемпиона Серии А в 1972, 1973 и 1975 годах. С «Миланом» он снова выиграл Кубок Италии в 1977 году, а также выиграл ещё одну Серию А в 1979 году. В течение своей карьеры Капелло также выступал на международном уровне за сборную Италии, за которую провёл 32 матча и забил 8 голов.
За первые пять сезонов в качестве тренера Капелло выиграл с «Миланом» четыре титула Серии А, а также выиграл Лигу чемпионов УЕФА 1993/94, победив в памятном финале «Барселону» со счётом 4:0. Затем он провёл год в мадридском «Реале», где с первой попытки выиграл титул чемпиона Ла Лиги, а в 2001 году привёл «Рому» к первому титулу чемпиона за 18 лет. Капелло также выиграл два титула в «Ювентусе» (которые позже были аннулированы после коррупционного скандала), а в 2006 году вернулся в «Реал Мадрид», где выиграл ещё один титул Ла Лиги. В целом, он выиграл чемпионат высшей лиги в семи (или девяти, считая два аннулированных титула с «Ювентусом») из 16 своих сезонов в качестве тренера.
Итальянец известен тем, что часто конфликтовал с главными звёздами тренируемых им команд: c Роберто Баджо в «Милане», с Давором Шукером, Дэвидом Бекхэмом и Роналдо в «Реале», с Винченцо Монтеллой в «Роме», с Алессандро Дель Пьеро в «Ювентусе».
В декабре 2007 года Капелло был назначен главным тренером сборной Англии. За время работы тренером он добился успеха в квалификации турниров, выведя команду на чемпионат мира 2010 года, где она была выбита во втором раунде, и на Евро-2012, где она была выбита в четвертьфинале под руководством нового специалиста Роя Ходжсона. В феврале 2012 года он подал в отставку с поста тренера из-за разногласий с Футбольной ассоциацией, а в июле 2012 года был назначен главным тренером сборной России. 14 июля 2015 года он был уволен Российским футбольным союзом и заменен Леонидом Слуцким. В 2017 году он был назначен тренером китайского клуба «Цзянсу Сунин», но в следующем году был уволен, после чего отошёл от тренерской деятельности.

## Ранние годы
Фабио Капелло родился в Пьерисе. Его отец, школьный учитель Геррино Капелло, в детстве играл в футбол. Во время Второй мировой войны он служил младшим офицером в артиллерийских частях Королевской итальянской армии в Югославии, после свержения Муссолини и выхода Италии из войны в сентябре 1943 года был вместе с тысячами других итальянских военных помещён в немецкий концентрационный лагерь, из которого был освобождён американскими войсками в апреле 1945 года. Дядя, Марио Тортуль (родной брат матери Фабио — Эвелины), был довольно известным футболистом, сыгравшим 1 матч за сборную Италии. Благодаря их влиянию, всё детство Капелло было связано с футболом.

## Клубная карьера

### СПАЛ

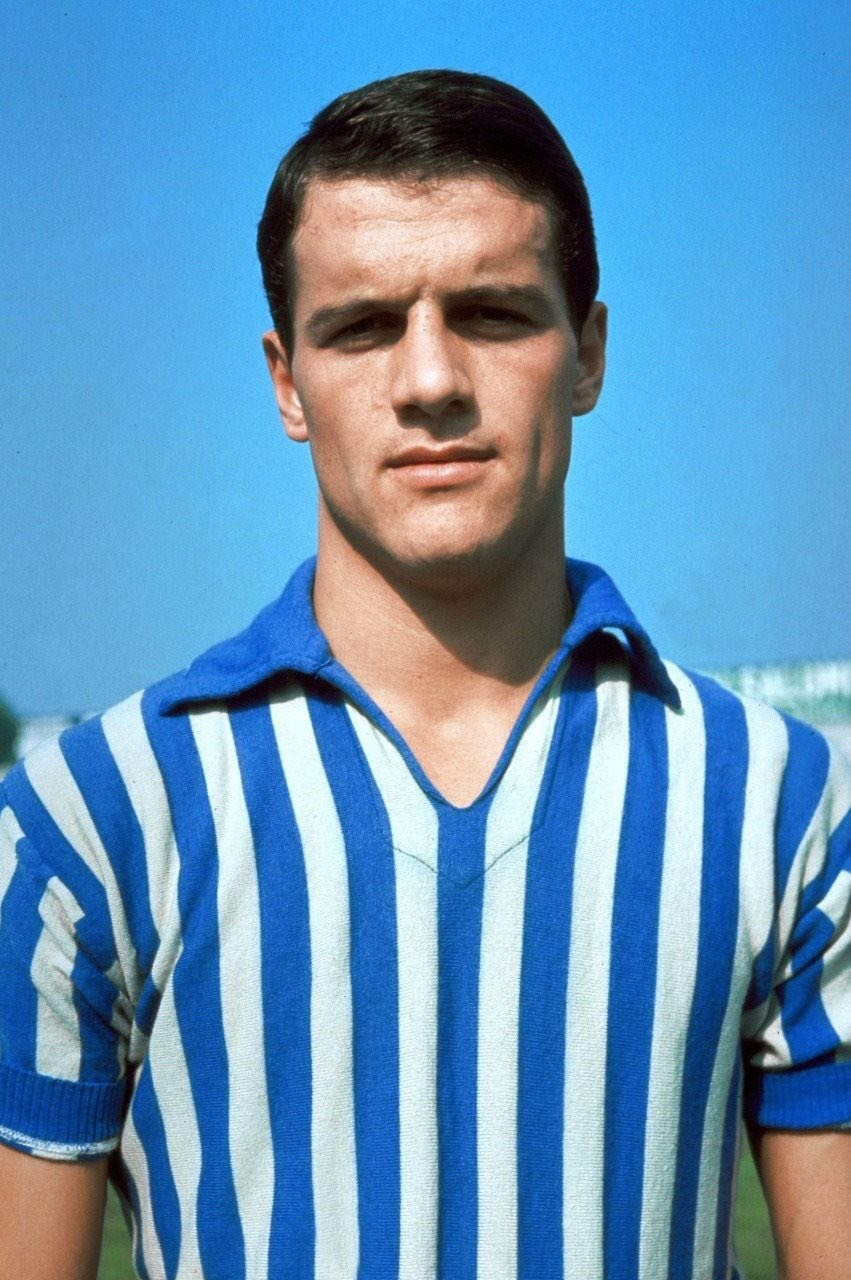
Капелло в 1966 году.

Фабио Капелло начал свою карьеру в клубе «Пьерис», который тренировал его отец, Геррино. Там его обнаружил тренер клуба СПАЛ Паоло Мацца, с которым Капелло подписал свой первый профессиональный контракт с клубом за 2 млн лир. Во второй сезон в команде Капелло выиграл молодёжный чемпионат Италии и 29 марта 1964 года дебютировал в первой команде клуба в матче с Сампдорией, в котором СПАЛ проиграл 1:3, а затем сыграл ещё 4 игры, но не спас клуб от вылета в серию В. В сезоне 1965/1966, когда клуб вернулся в серию А, Капелло стал твёрдым игроком основы команды, а также стал основным пенальтистом команды. Также Капелло был вызван в состав молодёжной сборной Италии до 23-х лет, куда попал вместе с одноклубником Эдоардо Реей. В сезоне 1966/1967 Капелло провёл только 16 матчей, причиной чему стала травма левого колена.

### «Рома»
В 1967 году Капелло перешёл в «Рому», которая выдержала конкуренцию со стороны «Ювентуса», «Болоньи», «Интера» и «Милана», которые также хотели купить полузащитника. Капелло дебютировал в «Роме» 24 сентября 1967 года в матче с «Интером». А спустя 2 года выиграл свой первый трофей, Кубок Италии. В «Роме» Капелло играл под руководством известного тренера Эленио Эрреры, которого считают наставником Капелло-тренера.

### «Ювентус»

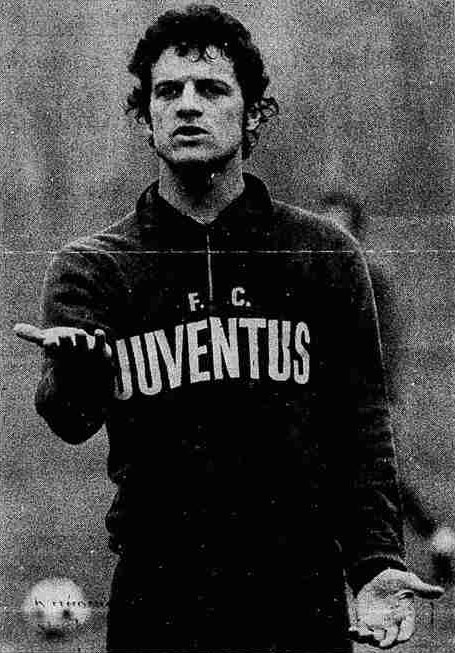
Капелло в 1974 году.

Через некоторое время Капелло перешёл в «Ювентус», в составе которого дебютировал 6 сентября 1970 года в матче Кубка Италии с «Новарой» (2:2). Со «Старой Синьорой» Капелло выиграл 3 чемпионата Италии и стал твёрдым игроком основы сборной Италии. В составе национальной команды Капелло забил 14 ноября 1973 года исторический гол, который принёс его команде первую в истории «Скуадры Адзурры» победу над англичанами на «Уэмбли».

### «Милан»

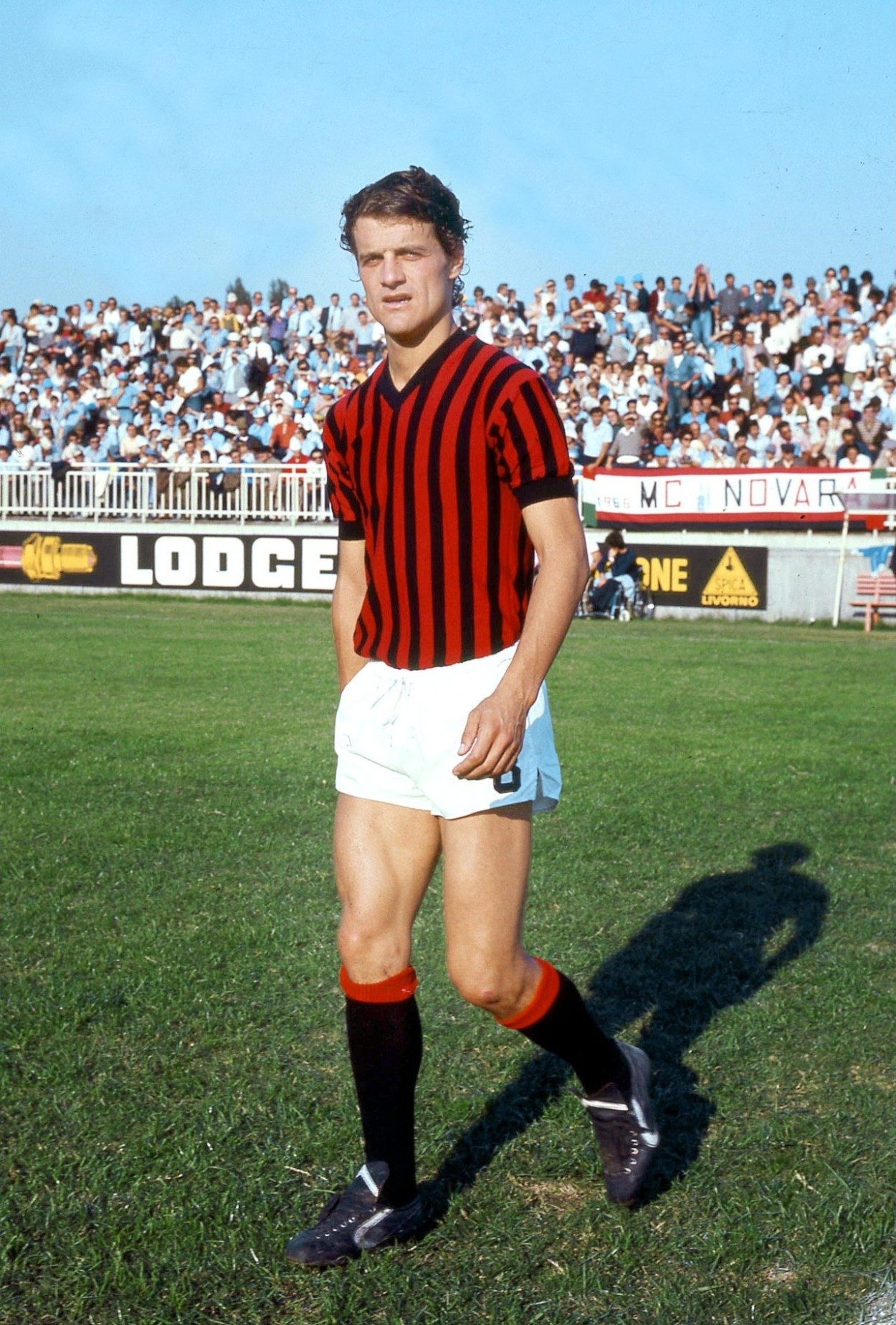
Капелло в 1976 году.

В 1976 году Капелло перешёл в «Милан». Он дебютировал в составе «россонери» 29 августа 1976 года в матче Кубка Италии с «Катанией», в котором «Милан» победил 2:0. С «Миланом» Капелло выиграл Кубок Италии и чемпионат Италии. В 1980 году он завершил свою карьеру после коррупционного скандала, результатом которого стала отправка «Милана» в серию В. Последний официальный матч Капелло провёл 11 мая 1980 года в гостевой игре чемпионата Италии с «Лацио», в которой «Милан» был сильнее 2:0.

### Сборная Италии
Капелло сыграл 32 раза за сборную Италии с 1972 по 1978 год, забив 8 голов; его дебют на международной арене состоялся 13 мая 1972 года в матче с сборной Бельгии (2:1). Он особенно запомнился голом, благодаря которому Италия впервые в своей истории обыграла сборную Англии (1:0) на стадионе «Уэмбли» (14 ноября 1973 года), который он сам считал главным событием своей игровой карьеры. Капелло забил единственный гол за сборную Италии против Польши во время чемпионата мира 1974 года, хотя Италия проиграла матч со счётом 1:2 и не прошла во второй раунд турнира. Его не взяли на чемпионат мира 1978 года даже после хорошей клубной формы в составе «Милана»: тогдашний тренер Энцо Беарзот предпочитал других полузащитников оборонительного плана, таких как Марко Тарделли, а не более атакующего Капелло.

## Стиль игры
Считающийся одним из лучших итальянских игроков своего поколения, Капелло был талантливым, динамичным, энергичным и тактически грамотным опорным полузащитником, обладавшим хорошим позиционным чутьем и отличной интуицией. Он умел хорошо читать игру и был силён как в воздухе, так и в борьбе, несмотря на отсутствие заметного роста и нестандартное телосложение; однако обычно он играл в центре поля, где действовал как глубинный плеймейкер в полузащите, благодаря своей выдающейся технике и видению, что позволяло ему организовывать атакующие действия своей команды или создавать шансы для партнёров по команде, и был отличным пасующим мяча с обеих ног. Несмотря на своё игровое амплуа, он был полузащитником атакующего плана: действительно, идя вперёд, он был одинаково эффективен как в творческом, так и в оборонительном плане, и обладал голевым чутьём из полузащиты, благодаря мощному и точному удару, а также умению исполнять пенальти; его атакующее движение и способность поздно вбегать в зону сзади также делали его атакующей угрозой, но в то же время ему не хватало скорости, и он был известен тем, что не был особенно трудолюбив.

## Тренерская карьера

### Начало тренерской карьеры
Будучи гостем Шотландской футбольной ассоциации, Капелло начал тренерскую деятельность во время трёхнедельного визита в Шотландию. В начале 1980-х годов он работал с Крейгом Брауном и Энди Роксбургом. Капелло тренировал «Клайд» в Шоуфилде в Глазго и руководил тренировками молодёжной сборной Шотландии в Пейсли.
Перед тем как заняться руководством, Капелло в начале 1980-х годов тренировал молодёжную команду «Милана». Воспитав таких талантов, как Паоло Мальдини и Алессандро Костакурта, он привёл команду до 19 лет к многочисленным успехам на молодёжных турнирах. В 1986 году он получил последний из своих тренерских дипломов. В 1987 году он был назначен тренером первой команды и работал помощником Нильса Лидхольма. Его первым опытом в качестве главного тренера было руководство «Миланом» в последних шести матчах сезона 1986/87, когда он заменил Лидхольма и добился квалификации в Кубок УЕФА в решающем матче победив «Сампдорию». Однако в следующем сезоне Сильвио Берлускони нанял Арриго Сакки в качестве нового тренера «россонери», и Капелло отошёл от дел, но продолжал работать в клубе.
Будучи студентом Коверчано, в 1984 году он написал научную статью под названием «Система зональной разметки». Во время учёбы в Коверчано Капелло исполнял обязанности генерального менеджера по различным видам спорта, включая бейсбол, хоккей, волейбол и регби.

### «Милан»
В июне 1991 года Капелло сменил Арриго Сакки на посту главного тренера «Милана», и это было спорное назначение, поскольку его считали «человеком согласия» Берлускони по сравнению с требовательным (как к финансам клуба, так и к своим игрокам), но очень успешным Сакки. Новый специалист в основном сохранил игроков и тактические системы, созданные Сакки, хотя заменил стареющего центрального полузащитника Карло Анчелотти на молодого Деметрио Альбертини и подписал вратаря Себастьяно Росси. Позволив больше творческой свободы своим нападающим, «Милан» выиграл титул чемпиона Серии А без поражений в сезоне 1991/92.

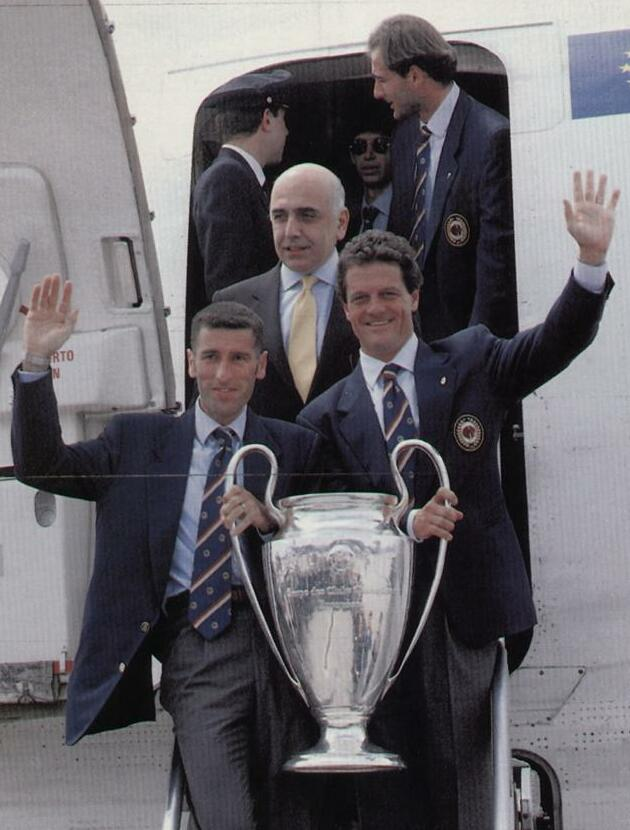
Капелло (справа) с трофеем Лиги чемпионов после финала 1994 года против «Барселоны».

Он потратил около 15 миллионов фунтов стерлингов на нападающего Джанлуиджи Лентини, побив мировой футбольный трансферный рекорд. Он также подписал Фернандо Де Наполи, Стефано Эранио, Жан-Пьера Папена, Деяна Савичевича и Звонимира Бобана. Уже обладая такими талантами, как Марко ван Бастен, Рууд Гуллит, Паоло Мальдини и Франк Райкард, Капелло стал одним из первых тренеров, применивших метод ротации состава. Он играл с Райкардом и Альбертини в качестве центральных полузащитников глубокого плана, предоставляя своим вингерам больше возможностей для атаки. В сезоне 1992/93 «Милан» доминировал в чемпионате, защитив титул чемпиона Серии А, и вышел в финал Лиги чемпионов 1993 года, проиграв 1:0 «Марселю». В период с 19 мая 1991 года по 21 марта 1993 года «Милан» оставался непобеждённым в 58 матчах чемпионата, что включало целый сезон в лиге — рекорд в итальянском футболе. В конце концов, они потерпели поражение 1:0 от «Пармы» после гола Фаустино Асприльи.
Для подготовки к сезону 1993/94 Капелло подписал Кристиана Пануччи, Бриана Лаудрупа, Флорина Рэдучою и Марселя Десайи. Играя бывшего защитника Десайи в качестве опорного полузащитника, он позволил остальным игрокам полузащиты продвигаться вперёд и атаковать. Его команда проиграла 2:3 «Сан-Паулу» в Межконтинентальном кубке 1993 года, но защитила титул чемпиона Серии А, завоевав третий подряд Скудетто, и выиграла финал Лиги чемпионов 1994 года, победив со счётом 4:0 «Команду мечты» «Барселоны» Йохана Кройфа. Из-за травм, полученных несколькими звёздами атаки клуба, в частности ван Бастеном, «россонери» забил только 36 голов в 34 матчах чемпионата в том сезоне, но закончил его с лучшей защитой в Италии, пропустив всего 15 голов. Задняя четвёрка клуба в то время, состоявшая в основном из Мауро Тассотти, Франко Барези, Алессандро Костакурты и Паоло Мальдини, считается одной из величайших защитных линий всех времён; оборонительная мощь клуба при Капелло помогла вратарю «Милана» Росси добиться самой длинной серии без пропущенных голов в истории Серии А в сезоне 1993/94: в 11-матчевом периоде, с 12 декабря 1993 года по 27 февраля 1994 года, защита «Милана» оставалась непобедимой в течение 929 минут подряд. Рекорд был побит игроком «Ювентуса» Джанлуиджи Буффоном в сезоне 2015/16.
После ухода ван Бастена и Папена Капелло вызвал Рууда Гуллита из «Сампдории» и подписал нападающего Паоло Ди Канио. В начале сезона 1994/95 «Милан» испытывал трудности, проиграв в Межконтинентальном кубке 1994 года «Велес Сарсфилд» (0:2). Однако они обыграли «Арсенал» (2:0) в Суперкубке Европы 1994 года, и вышли в третий подряд финал Лиги чемпионов в 1995 году, где потерпели поражение от «Аякса» (0:1). Они закончили лигочемпионскую кампанию на четвёртом месте, однако не смогли квалифицироваться в Лигу чемпионов в следующем сезоне.
Строя состав на сезон 1995/96, «Милан» подписал нападающих Джорджа Веа и Роберто Баджо, а также вингера Паулу Футре; это создало проблему выбора, поскольку у Капелло уже было несколько нападающих и вингеров в составе, включая Ди Канио, Лентини, Савичевича, Эранио, Роберто Донадони и Марко Симоне. Капелло, однако, снова смог успешно провести политику ротации состава и даже иногда изменял расстановку 4-4-2, внедряя атакующий трезубец, в котором одинокого нападающего Веа поддерживали Баджо и Савичевич, что позволяло двум плеймейкерам играть рядом друг с другом. В том сезоне «россонери» выиграл титул чемпиона с отрывом в восемь очков.

### «Реал Мадрид»
20 мая 1996 года Капелло возглавил мадридский «Реал». Про который он до назначения говорил: «Меня наполняет гордостью возможный интерес „Реала“». Капелло перед началом сезона чётко обозначил свою цель: «Превратить Мадрид в лучшую команду Испании, Европы и мира». Однако подобное утверждение не понравилось президенту «Реала», Лоренсо Сансу, сказавшему: «Капелло был нанят выигрывать, а не давать концерты». Несмотря на то, что клуб серьёзно укрепился перед началом сезона, купив Давора Шукера, Предрага Миятовича, Кларенса Зеедорфа, Бодо Илльгнера, Секретариу и Роберто Карлоса, итальянский тренер попросил купить ему ещё игроков, включая Кристиана Карамбё, который перешёл в «Реал» лишь годом позже.
Вскоре после начала чемпионата началась заочная «война» между Капелло и Сансом, которые делали заявления, в которых обвиняли друг друга. Первым начал Санс, сказавший: «У него есть ещё время всё исправить, чтобы дать зрелище. Нельзя утомлять публику на Бернабеу, это ей надоедает». Но Капелло сказал: «С игроками, что у нас есть, мы не можем лучше». Санс пошёл на уступки Капелло и купил ему Кристиана Пануччи и Зе Роберто. В результате клуб выиграл чемпионат Испании, опередив на 2 очка «Барселону», однако он всё же был подвергнут болельщиками клуба и прессой критике, за излишне прагматичный и незрелищный футбол. После чего, Капелло принял решение покинуть Мадрид: «Мне не хватало уважения. Я не понимаю, почему Санс не прекратил говорить это мне, когда команда выигрывает». Во время работы с «Реалом», в основном составе клуба начал регулярно выступать Рауль, а также завершил свою карьеру Эмилио Бутрагеньо.

### Возвращение в «Милан»
Мои приключения в Мадриде завершились, когда раздался телефонный звонок от Берлускони, который попросил меня вернуться в «Милан». Я был обязан ему всем и потому просто не мог отказать.
Несмотря на то, что владелец «Лацио» Серджо Краньотти считал, что Капелло заключил устное соглашение о работе тренером его клуба, итальянец вместо этого вернулся в «Милан» на короткое и менее успешное время. Некоторые из прежнего состава, такие как Роберто Баджо и Паоло Ди Канио ушли в другие клубы, а Франко Барези, объявил о завершении карьеры. Команду пришлось сильно перестраивать, а такие высококлассные новички, как Патрик Клюйверт, Леонардо, Винстон Богард, Кристиан Циге, Андре Крус и Ибрагим Ба, не прижились в команде (исключением стал лишь Леонардо, который задержался в клубе на четыре сезона). Для сплочение коллектива, на поддержку новому капитану команды Паоло Мальдини, Капелло убедил вернуться в «Милан» ветерану Роберто Донадони, который годом ранее уехал доигрывать в США (он задержался в команде на два года). За весь сезон команде удалось выиграть всего 11 матчей, причём особый спад случился в марте 1998 года, когда команда проиграла 1:4 «Ювентусу», а Капелло был удалён за протест против решения судьи. Затем последовало поражение 0:5 от «Ромы» в мае.
«Милан» закончил сезон 1997/98 в Серии А на десятом месте, отставая от чемпиона «Ювентуса» на 30 очков, к тому времени Капелло уже покинул клуб. Некоторые игроки предполагали, что итальянец ввёл более мягкий режим тренировок, чем в предыдущий период своей работы. Участие в Кубке Италии закончилось тем, что «Милан» был побеждён в финале «Лацио» со счётом 2:3 по сумме двух матчей, несмотря на то, что в первом матче вёл 1:0. В следующем сезоне Капелло приписал себе победу «россонери» в чемпионате, заявив, что, поскольку он перестроил команду, это была «моя команда».

### «Рома»
После увольнения из «Милана» Капелло взял небольшой перерыв в тренерской деятельности. Он сказал репортеру, что «сидел на пляже и думал о футболе». Он также работал экспертом на итальянском телевидении, участвуя в освещении Кубка Америки 1999 года. В мае 1999 года он возглавил «Рому», клуб, в который он впервые пришёл в качестве игрока за 30 лет до этого. Его приход приветствовал президент клуба Франко Сенси, который сказал: «Капелло — победитель, и я верю в него». К тренеру присоединился Франко Бальдини, который стал спортивным директором клуба. Капелло строил свою команду вокруг Марко Дельвеккьо, иногда оставляя Винченцо Монтеллу на скамейке запасных. Считая, что его команде не хватает нападающего мирового класса, Капелло сделал предложение о приобретении Руда ван Нистелроя, но сделка сорвалась после получения серьёзной травмы последним. В его первый сезон «Рома» финишировала на шестом месте, что стало особенно разочаровывающим, так как соперники «Лацио» выиграли чемпионат и кубок страны, а из Кубка УЕФА их выбил «Лидс Юнайтед».
Прорыв Капелло в клубе произошёл, когда он выиграл титул чемпиона Серии А в сезоне 2000/01, подписав Вальтера Самуэля и Жонатана Зебину для укрепления обороны, Эмерсона, для усиления центра полузащиты, а также Габриэля Батистуту в качестве главного бомбардира. Хотя большая цена за уже 31-летнего Батистуту поначалу вызывала сомнения, аргентинский нападающий забил ряд важных голов. В «Роме» Капелло перешёл со своей фирменной схемы 4-4-2 на агрессивную схему 3-4-1-2, которая позволяла звёздному плеймейкеру и капитану клуба Франческо Тотти действовать в его любимой роли атакующего полузащитника, а Кафу и Венсан Кандела выполняли роль атакующих фланговых защитников. Сезон начался непросто: ещё до его старта новичок Эмерсон на одной из первых тренировок порвал крестообразную связку левого колена и выбыл на полгода. «Рома» боролась за форму, а гневный протест болельщиков на тренировочном комплексе клуба в Тригории перерос в насилие, когда были атакованы машины игроков. Капелло не поддался на призывы уйти в отставку, и результаты команды резко улучшились после возвращения на поле Эмерсона в январе. 17 июня титул был завоёван победой над «Пармой» со счётом 3:1 на «Олимпийском стадионе», что привело к масштабному вторжению болельщиков «Ромы» на поле. Капелло похвалили за то, что в финальном матче сезона он выпустил на поле Монтеллу, с которым у него была размолвка за несколько дней до этого; Монтелла, а также Тотти и Батисута забили в решающей победе.
Это была первая крупная победа «Ромы» за последние 10 лет, и только в третий раз в истории они стали чемпионами Италии. После победы в чемпионате также широко распространилось мнение, что он заключил тайную сделку, чтобы стать преемником Алекса Фергюсона в «Манчестер Юнайтед». Фергюсон объявил о своём решении уйти в отставку, а Капелло стал ведущим кандидатом на его место, якобы дойдя до встречи с председателем совета директоров «Манчестер Юнайтед» Мартином Эдвардсом. Капелло мало чем развеял слухи, когда заметил: «Мне нравится дух английского футбола, и я хотел бы работать в английском футболе», добавив, что это честь для клуба.
Связь итальянца с «Юнайтед» в конечном итоге сошла на нет после того, как Фергюсон отказался от своего решения уйти в отставку и подписал новый контракт. Мартин Эдвардс утверждал, что «Юнайтед» был в трёх или четырёх днях от назначения нового главного тренера, которым предположительно был Капелло, когда Фергюсон передумал. Сезон 2001/02 превратился в битву между «Ромой» и «Ювентусом». После жаркого поединка между командами Капелло использовал интервью для критики семьи Могги, управлявшей «Ювентусом», в частности, их отношений с агентами игроков.
В апреле 2002 года Капелло подписал новый контракт на сумму 2,37 миллиона фунтов стерлингов за сезон. Одним из самых ярких моментов сезона стала победа 5:1 над соперниками «Лацио», в которой Винченцо Монтелла забил четыре гола. Однако защита титула была подпорчена, когда клуб сыграл вничью с занимающей последнее место «Венецией», и «Рома» заняла 2-е место в таблице, отстав от «Ювентуса» на одно очко. В следующем сезоне «Рома» не смогла оказать серьёзного давления и заняла 8-е место. Их амбиции в Лиге чемпионов также были подорваны после поражения и ничьей с «Арсеналом», в результате чего они заняли последнее место в своей группе. И снова английские соперники помешали «Роме» в Европе. В финале Кубка Италии «Рома» проиграла «Милану» с общим счётом (3:6), причём Капелло особенно разозлили болельщики, которые размахивали баннерами, призывая его уйти.
Последний год работы итальянца в «Роме» начался хорошо: команда играла в гораздо более качественный футбол. Перед Рождеством они одержали серию из семи побед, включая победы над «Ювентусом» и «Интернационале». Это привело к спекуляциям, связавшим его с «Ювентусом», несмотря на его прошлые разногласия с Лучано Моджи. Капелло считал, что он завёл «Рому» так далеко, как только мог, и начал всерьёз рассматривать возможность перехода. В начале года форма клуба пошла на спад, и в итоге он отстал от «Милана» на 11 очков.

### «Ювентус»
В 2004 году Капелло возглавил «Ювентус» и выиграл с клубом два чемпионата Италии, однако позже оба титула были отобраны у клуба из-за Кальчополи. В «Ювентусе» при Капелло заиграл Златан Ибрагимович, а также на некоторое время потерял место в основе команды Алессандро Дель Пьеро, из-за конфликта с тренером. Конфликт Дель Пьеро и Капелло итальянские СМИ сравнили с конфликтом греческого царя Агамемнона и греческого воина Ахилла, который был у них во время Троянской войны.
Пять игроков «Ювентуса» вошли в окончательный состав ставшей чемпионом мира сборной Италии, что неоднократно подчёркивал сам Капелло.

### Возвращение в «Реал Мадрид»

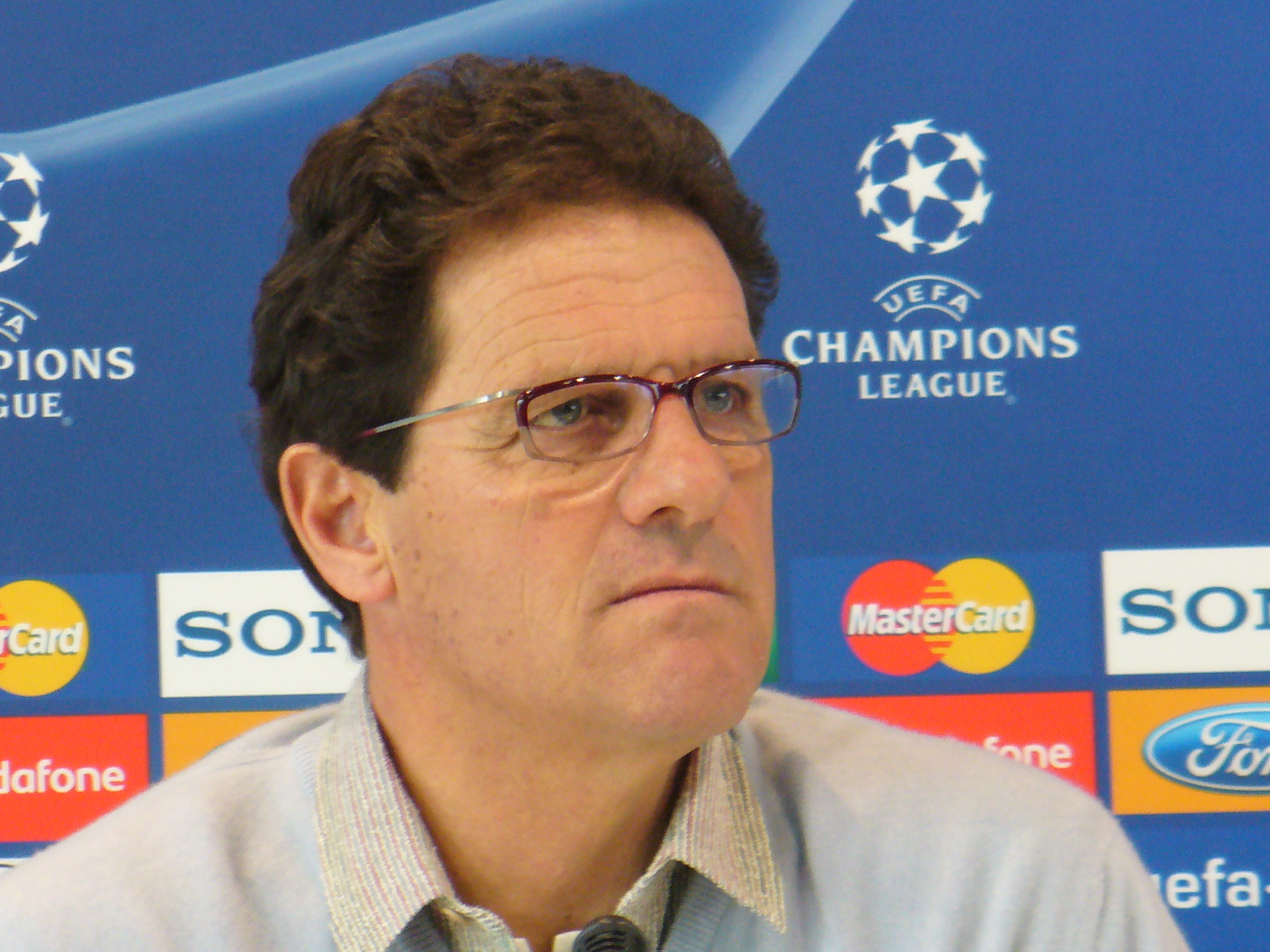
Капелло во время своей второй работы в испанском «Реале» в 2007 году

5 июля 2006 года Капелло приехал в Мадрид в «Реал», которая переживала один из самых длительных периодов без трофеев в своей истории. Он быстро вызвал презрение ярых болельщиков «сливочных» из-за своего оборонительного стиля игры. В интервью итальянец отвечал на критику, говоря, что красота атакующей игры устарела. Он сказал, что результаты гораздо важнее красивой игры. Он также добавил, что «те времена прошли». Его задачей было вернуть титул в Мадрид — задача, которая оказалась слишком сложной для пяти других тренеров с 2003 года. В Испании его часто называли «Дон Фабио». В «Реал Мадриде» у Капелло было несколько громких конфликтов. Его критиковали за то, что он не заигрывал Дэвида Бекхэма из-за его контрактных разногласий и Роналдо, который испытывал проблемы с физической формой. Капелло также враждовал со своим соотечественником Антонио Кассано; ранее у них были разногласия в «Роме». В марте «Реал» снова досрочно вылетел из Лиги чемпионов и погряз на четвёртом месте в чемпионате, отставая от «Барселоны» на шесть очков. 20 февраля 2007 года «Реал Мадрид» был вынужден опровергнуть слухи о том, что Капелло уйдет после матча того дня. Несмотря на волнения, итальянский специалист отозвал Бекхэма, возвращение которого сыграло решающую роль в восстановлении команды. Череда успешных результатов во второй половине сезона вывела «Реал» на первое место в турнирной таблице, в то время как результаты «Барсы» стали непоследовательными.
В последний день сезона «Реал» выиграл свой 30-й чемпионский титул, победив дома «Мальорку» со счётом 3:1. Победа была достигнута после того, как Капелло заменил травмированного Бекхэма и выпустил на поле Хосе Антонио Рейеса. До замены «Реал» проигрывал 0:1, и Рейес перевернул ход матча, забив два гола. 28 июня 2007 года несмотря на победу в чемпионате, Капелло был уволен из-за прагматичного стиля игры «Реала» в клубе, в котором недавно вспомнили индивидуалистичную и свободную, но в конечном итоге неудачную эпоху «галактикос».

### Сборная Англии
14 декабря 2007 года Фабио Капелло был официально назначен главным тренером сборной Англии. Он приступил к своим обязанностям 7 января 2008 года, заключив контракт на четыре с половиной года. Его годовое жалованье, как утверждалось, составляло 6 миллионов фунтов стерлингов. После утверждения на должность он объявил, что это будет его последняя работа в футболе. В день своего назначения итальянец заявил, что управление сборной Англии — это сбывшаяся мечта, и что он надеется выучить английский язык в течение следующего месяца до своей первой официальной встречи с игроками.
Капелло приветствовали многие английские болельщики и пресса, которые восприняли его назначение как триумф, ссылаясь, в частности, на его впечатляющее количество трофеев и его репутацию дисциплинированного человека в отличие от чрезмерной снисходительности, которая, как считалось, существовала при двух его предшественниках. В Италии новость о его назначении была встречена с чувством гордости за то, что один из их соотечественников был выбран тренером элитной европейской сборной. Его приход также вызвал некоторую критику, в частности со стороны тогдашнего президента ФИФА Йозефа Блаттера, который сказал: «Я немного удивлён тем, что родина футбола изменила святому принципу, гласящему, что тренер сборной должен быть из той же страны, что и игроки».
6 февраля 2008 года состоялся первый матч сборной Англии с Капелло в качестве тренера на стадионе «Уэмбли» против сборной Швейцарии. 31 января 2008 года было подтверждено, что ряд ключевых игроков, включая Сола Кэмпбелла и Дэвида Бекхэма, не были вызваны в дебютный состав команды Капелло. Вратарь Пол Робинсон также был исключён из состава после недавней нестабильной формы. Дебютные вызовы получили два игрока: Кертис Дэвис и Габриэль Агбонлахор, оба из «Астон Виллы». Джермейн Дженас и Шон Райт-Филлипс забили голы в победе Англии со счётом 2:1 на «Уэмбли». Сборная Англии проиграла свой второй матч под руководством Капелло, товарищеский матч против сборной Франции. Англия проиграла со счётом 0:1 после пенальти Франка Рибери.
28 мая 2008 года третья игра Капелло на посту главного тренера была против сборной США. Англия выиграла матч со счётом 2:0 благодаря голам Джона Терри и Стивена Джеррарда. 1 июня 2008 года Англия победила сборную Тринидад и Тобаго со счётом 3:0. В течение первых нескольких матчей Капелло менял капитана между несколькими основными игроками. 19 августа 2008 года он объявил, что Джон Терри будет постоянным капитаном. 20 августа 2008 года Англия сыграла вничью с сборной Чехии (2:2) после голов Уэса Брауна и Джо Коула.

#### Квалификация чемпионата мира
6 сентября 2008 года сборная Англии открыла первую турнирную кампанию Капелло победой над сборной Андорры со счётом 2:0 в Барселоне. Четыре дня спустя, 10 сентября, Англия играла с сборной Хорватии, командой, которая квалифицировалась на предыдущий турнир за их счёт. Англия выиграла со счётом 4:1, Тео Уолкотт забил хет-трик. Следующий матч квалификации состоялся на «Уэмбли» чуть больше месяца спустя, 11 октября, против сборной Казахстана. В перерыве игра была безголевой, но Англия выиграла со счётом 5:1. Четвёртая победа подряд 15 октября стала для англичан лучшим началом отборочной кампании чемпионата мира, когда она обыграла сборную Беларуси (3:1). 19 ноября Англия завершила 2008 год, победив сборную Германии (2:1). Голы Терри и Мэттью Апсона обеспечили победу.
Весной 2009 года Англия потерпела поражение от действующих чемпионов Европы сборной Испании со счётом 0:2 и победила сборную Словакии со счётом 4:0. Летом 2009 года Англия провела ещё один товарищеский матч против сборной Нидерландов, отыгравшись со счёта 0:2 и добившись ничьей 2:2 в гостях. В том же году на «Уэмбли» была обыграна сборная Словении со счётом 2:1. 1 апреля 2009 года Англия возобновила свою квалификационную кампанию, победив сборную Украину (2:1) на «Уэмбли». 6 июня они отправились в Алма-Ату и обыграли сборную Казахстана со счётом 4:0, а через четыре дня вернулись на «Уэмбли» и снова обыграли сборную Андорры со счётом 6:0, одержав семь побед из семи в отборочной кампании. Примечательной особенностью кампании была голевая форма Уэйна Руни: восемь голов в семи матчах.

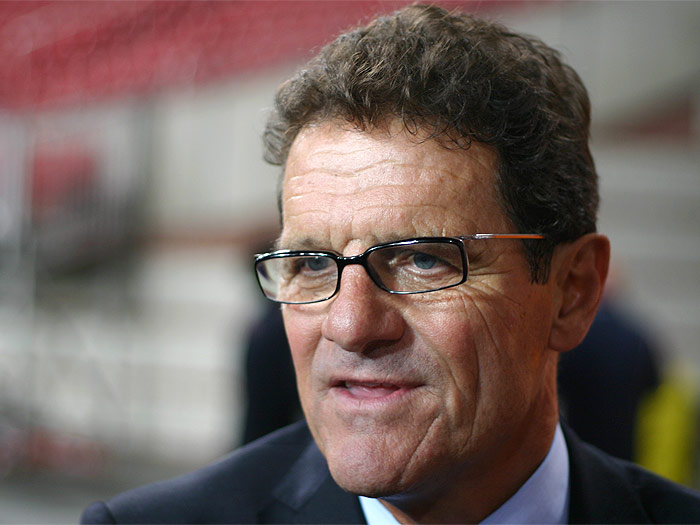
Фабио Капелло — самый успешный тренер сборной Англии по проценту побед

После двух голов в товарищеском матче против сборной Словакии в марте 2009 года Руни забил десять голов в восьми матчах сборной Англии. 9 сентября 2009 года Капелло успешно провёл Англию к квалификации на чемпионат мира 2010 года, победив дома сборную Хорватии со счётом 5:1. Надежды англичан на 100 % результат в отборочной кампании 2010 года были разрушены поражением 0:1 в Украине в последнем матче на выезде. Однако победа над сборной Беларуси со счётом 3:0 подтвердила, что сборная Англии стала лучшим бомбардиром в зоне УЕФА с 34 голами, на 6 голов опередив второго лучшего бомбардира — сборную Испании. В ноябре 2009 года сборная Англии была побеждена Бразилией в Катаре со счётом 0:1, что стало третьим поражением Капелло в качестве тренера Англии.

#### Чемпионата мира 2010
В марте 2010 года англичане провели товарищеский матч против сборной Египта и победила чемпионов Африки со счётом 3:1. Два месяца спустя, в последнем домашнем матче перед чемпионатом мира, они обыграли сборную Мексики с тем же счётом. В мае 2010 года Англия провела товарищеский матч против сборной Японии на «UPC-Арене» и выиграла 2:1. Два гола, пропущенные Японией, были забиты Тулио и Юдзи Накадзавой.
После постоянных спекуляций, связывающих его с вакантным постом главного тренера «Интернационале», 2 июня 2010 года Капелло подтвердил своё согласие работать в сборной Англии по крайней мере до окончания Евро-2012. Подготовка сборной Англии к чемпионату мира началась неудачно: Капелло лишил Джона Терри капитанской повязки после его участия в скандале в таблоиде в феврале 2010 года. Преемник Терри на посту капитана, Рио Фердинанд, получил травму на тренировке перед стартовым матчем сборной Англии, что привело к его исключению из состава. В первой игре Англия сыграла вничью с сборной США (1:1) из-за ошибки вратаря Роберта Грина, после чего Капелло заявил, что мяч Adidas Jabulani «невозможно контролировать». Затем последовала неудачная игра против сборной Алжира, завершившаяся вничью 0:0 и повсеместной критикой как итальянца, так и сборной Англии. 23 июня Капелло вывел сборную Англии в 1/8 финала чемпионата мира, обыграв сборную Словении со счётом 1:0. Однако в первом матче на выбывание они проиграли сборной Германии со счётом 1:4.
Когда Германия вела со счётом 2:1, Фрэнк Лэмпард нанёс удар с 18 метров. Однако, несмотря на то, что мяч явно отскочил на целый метр за линию ворот немцев, все судьи матча не увидели этого и не засчитали гол. Во втором тайме, когда Англия пошла вперёд, они пропустили два гола в контратаках. Тем не менее, игра англичан вызвала много критики со стороны болельщиков, СМИ и экспертов. После поражения «трёх львов» Капелло критиковали за то, что он ввёл строгий военный режим в тренировочном лагере Англии в Блумфонтейне, и не позволял ключевым игрокам вносить тактический вклад. Его расстановка 4-4-2 была названа «устаревшей», а позиционирование Стивена Джеррарда слева в полузащите также подверглось критике.
Под сомнение был поставлен выбор тренера состава, в частности, под огонь попали Ледли Кинг, находящийся не в форме, Эмил Хески, а также неожиданное отсутствие Тео Уолкотта. Нерешительность Капелло в выборе основного вратаря была названа причиной ошибки Роберта Грина в матче открытия турнира с сборной США. 2 июля 2010 года Футбольная ассоциация Англии объявила, что Капелло останется на посту главного тренера сборной после спекуляций по поводу его будущего после чемпионата мира.

#### Отборочный турнир Евро-2012
Сборная Англии начала свою отборочную кампанию Евро-2012 с двух побед — 4:0 над сборной Болгарии и 3:1 над сборной Швейцарии, но затем на «Уэмбли» смогла сыграть лишь вничью 0:0 с боровшейся за лидерство в группе сборной Черногории. После этого Капелло произвёл некоторые изменения, выпустив Фердинанда и Джеррарда. Джон Терри был восстановлен в качестве капитана, что вызвало много критики. Традиционная схема 4-4-2 была преобразована в 4-3-3, с Дарреном Бентом в качестве центрального нападающего и Руни в качестве левого нападающего. Результат оказался успешным: 26 марта 2011 года англичане обыграли сборную Уэльса со счётом 2:0 на стадионе «Миллениум». Следующий матч сборная Англии провела на «Уэмбли» против сборной Швейцарии 4 июня 2011 года, в котором они отыгрались со счёта 0:2 и сыграли вничью 2:2 благодаря голам Фрэнка Лэмпарда и Эшли Янга.
После победы над валлийцами со счётом 1:0 на «Уэмбли» Капелло заявил, что некоторые игроки сборной Англии «психически хрупки», и предложил пересмотреть состав команды после того, как будет решена задача квалификации на Евро-2012. 7 октября 2011 года англичане квалифицировались на чемпионат Европы, сыграв вничью 2:2 в Черногории. Англия завершила свою кампанию с пятью победами, тремя ничьими и ни одного поражения. Англия завершила непобедимый 2011 год победами со счётом 1:0 над сборными Испании и Швеции в ноябре 2011 года. 8 февраля 2012 года Капелло ушёл в отставку после того, как Футбольная ассоциация лишила Джона Терри капитанской повязки.

### Сборная России
После Евро-2012 стали появляться слухи, что сборную России может возглавить Капелло. Он был включён РФС в список 13 возможных тренеров сборной России. 16 июля 2012 года представитель РФС объявил, что контракт с итальянским специалистом официально подписан, и Фабио Капелло готов приступить к работе в сборной России. Однако 18 июля РФС официально объявил, что переговоры с Капелло пока продолжаются. Но уже 19 июля Фабио Капелло согласовал все условия контракта и 26 июля 2012 года был назначен главным тренером сборной России. Контракт с 66-летним тренером был рассчитан на 2 года. По словам исполняющего обязанности президента РФС Никиты Симоняна, Капелло будет жить в Москве и вникать в российский футбол. 13 августа провёл первую тренировку в качестве тренера российской сборной.

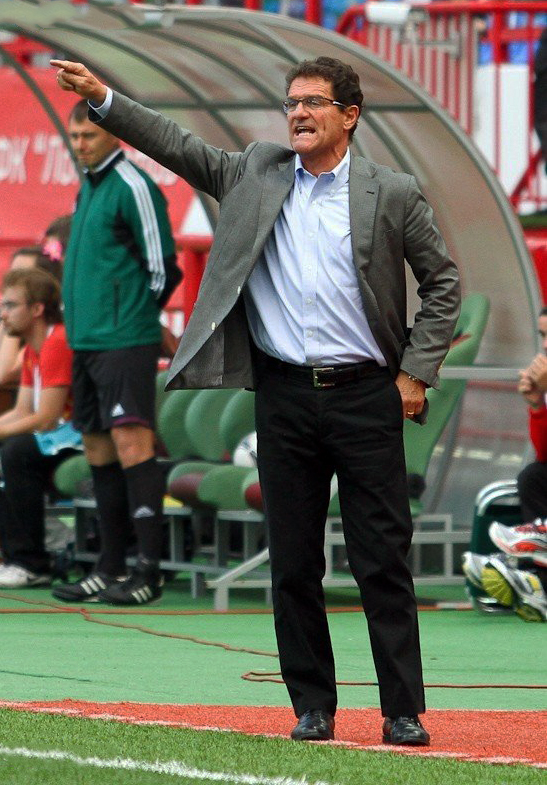
Капелло в своём первом матче во главе сборной России, 15 августа 2012 года

15 августа 2012 года Капелло дебютировал в качестве главного тренера сборной в товарищеском матче с Кот-д’Ивуаром. Матч закончился вничью 1:1. В первом официальном матче под руководством Капелло россияне на домашнем стадионе победили Северную Ирландию (2:0), через четыре дня разгромили сборную Израиля (4:0). 12 октября россияне впервые в истории обыграли сборную Португалии и единолично возглавили отборочную группу . 16 октября сборная России обыграла команду Азербайджана. В последнем матче 2012 года, 14 ноября сборная России сыграла вничью 2:2 в товарищеском матче со сборной США.
В новом 2013 году сборная России выиграла товарищеский матч со сборной Исландии со счётом 2:0. 25 марта был сыгран вничью товарищеский матч со сборной Бразилии (1:1). 7 июня 2013 года сборная России играла в Португалии против своего главного соперника по группе F. Забитый мяч игрока сборной Португалии Элдера Поштиги оказался единственным и победным для португальцев. Впервые в отборочном цикле сборная, которой руководит итальянец, пропустила и потеряла первые очки. Несмотря на поражение, россияне сохранили за собой лидерство в группе по потерянным очкам.
В сезоне 2012/13 Капелло приглашали к себе итальянская «Рома» и другие престижные клубы. В июне 2013 года сообщалось, что тренер согласовал условия однолетнего контракта с «Пари Сен-Жермен» и вот-вот вступит в должность, но Пьерфилиппо Капелло, сын итальянского специалиста, рассказал прессе, что вёл переговоры с представителями парижского клуба от имени отца и их не устроили условия, на которых Капелло-старший мог бы расторгнуть контракт с Российским футбольным союзом. К тренеру обращались и по поводу работы со сборной Италии, однако он отклонил все предложения, заявив, что намерен сосредоточиться на работе с российской командой до 2018 года и завершит карьеру по окончании контракта.
14 августа сборная России неожиданно для всех проиграла на выезде сборной Северной Ирландии со счётом 0:1 и опустилась на вторую строчку в турнирной таблице, пропустив португальцев, но в то же время сохраняя над ними преимущество по потерянным очкам. Команда и сам Капелло после матча в Белфасте подверглись жёсткой критике, однако дон Фабио заверил, что Россия выйдет на мундиаль в Бразилии.
В начале сентября состоялись очередные матчи отборочного турнира. В Казани 6 сентября россияне обыграли Люксембург 4:1, а спустя несколько дней, 10 сентября, в Санкт-Петербурге одержали важнейшую победу над сборной Израиля со счётом 3:1. После этого матча Россия и Португалия сравнялись по количеству игр, а по количеству очков команда Капелло имела преимущество в одно очко. 11 октября состоялся выездной матч со сборной Люксембурга. Россияне выиграли уверенно, 4:0. В тот же день португальцы неожиданно потеряли очки в домашней встрече с израильтянами, и россияне оторвались от «европейских бразильцев» на 3 очка, таким образом практически гарантировав себе путевку на чемпионат мира. 15 октября, сыграв вничью с командой Азербайджана, российская сборная спустя 12 лет попала в финальную часть чемпионата мира. 6 декабря прошла жеребьевка финальной стадии Чемпионата мира, по итогам которой сборная России попала в группу Н, где сыграла с Бельгией, Алжиром и Южной Кореей. По словам тренера, сборная может рассчитывать на выход в четвертьфинал и именно такая задача будет стоять перед командой, однако главной целью поездки в Бразилию для сборной он назвал накопление опыта перед следующим, домашним чемпионатом мира 2018 года.
Не дожидаясь результатов выступления сборной на чемпионате мира, 24 января 2014 года Российский футбольный союз в лице президента Николая Толстых заключил новый контракт с Фабио Капелло. Кроме Толстых контракт согласован министром спорта РФ Виталием Мутко. Подпись Мутко также присутствует под финансовыми условиями контракта. По его условиям, зарплата Капелло составляет 7 млн евро в год, не считая дополнительных бонусов за успешные выступления сборной России на международных соревнованиях.
Я выпускаю против Бельгии Канунникова, и меня спрашивают: «Где опытный Кержаков?» Я выпускаю Кержакова, и все задают вопрос: «Где молодые?»
Фабио Капелло оказался самым высокооплачиваемым тренером ЧМ-2014. По данным британской газеты Daily Mail, Капелло получает 6,7 миллиона фунтов стерлингов в год — такой высокой зарплаты нет ни у кого. Однако на чемпионате сборная выступила крайне неудачно, сыграв в стартовом матче вничью со сборной Южной Кореи (1:1) россияне уступили фаворитам группы бельгийцам (0:1). В решающем матче со сборной Алжира команду Капелло устраивала только победа, однако в матче была зафиксирована ничья 1:1 и сборная России покинула турнир, не сумев выйти в плей-офф. Несмотря на это президент РФС Николай Толстых заверил, что Капелло продолжит работать со сборной России, желание остаться в России изъявил и сам итальянец.
После ухода Антонио Конте с поста главного тренера «Ювентуса» Капелло вошёл в число кандидатов на вакантное место (вместе с Роберто Манчини и Массимилиано Аллегри). При этом писалось лишь о возможных контактах с представителями Капелло. Громкие заголовки в интернет-прессе ничем не подкреплялись. Новым тренером знаменитого клуба в итоге стал Аллегри.

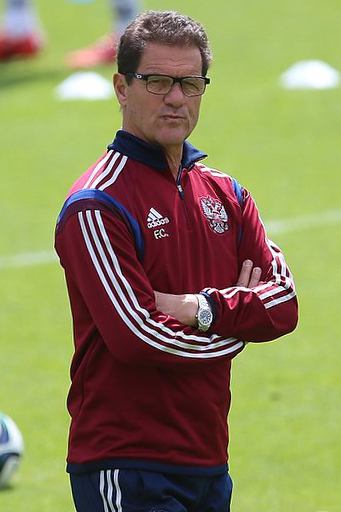
Капелло во время тренировки сборной России в 2015 году

После чемпионата мира тренерский штаб сборной пополнился Сергеем Семаком и Игорем Симутенковым. Перед началом нового отборочного цикла на Евро-2016 подопечные Капелло одержали победу в товарищеском матче над Азербайджаном (4:0). Новый отборочный турнир сборная России начала c разгрома со счётом 4:0 сборную Лихтенштейна. 9 октября 2014 года россияне в выездном матче сыграли вничью с главным соперником по группе шведами (1:1). 12 октября подопечные Капелло сенсационно потеряли очки с одним из аутсайдеров группы сборной Молдовы, сыграв вничью 1:1.
В августе 2014 года появилась информация о том, что Капелло и его тренерский штаб уже несколько месяцев не получают зарплаты. Позже это подтвердил сын и агент Фабио Пьерфилиппо. 12 ноября член исполкома РФС Сергей Степашин заявил, что у РФС нет денег на зарплату тренера. Так же в ноябре из-за контрактных разногласий сборную покинули помощники Капелло Кристиан Пануччи и Массимо Нери. 15 ноября сборная в важном матче уступила лидерам группы австрийцам, проиграв на выезде с минимальным счётом 0:1. В целом неудачный для себя год сборная завершила победой над Венгрией (2:1). В начале февраля 2015 года РФС сообщил о погашении задолженности по зарплате Капелло. 27 марта сборная России на выезде встречалась со сборной Черногории, уже на первой минуте матче во вратаря российской сборной Игоря Акинфеева с сектора черногорских болельщиков была брошена петарда. В итоге футболист не смог продолжить матч, который было решено продолжить. На 68-й минуте при розыгрыше аута в футболиста сборной России Дмитрия Комбарова с трибуны был брошен мелкий предмет, в результате чего между футболистами началась потасовка и матч не был продолжен. Впоследствии сборной Черногории было засчитано техническое поражение 0:3. 31 марта подопечные Капелло проводили товарищеский матч с Казахстаном, в котором итальянский тренер выпустил игроков, преимущественно не имеющих опыта игр за сборную (7 дебютантов, а также игроки ближайшего резерва). Матч закончился со счётом 0:0.
14 июня 2015 года сборная России в важнейшем матче на домашнем стадионе вновь уступила Австрии (0:1). После этого участие на Евро-2016 оказалось под большим вопросом, а ряд футбольных специалистов высказались за отставку Капелло. 16 июня 2015 года министр спорта Виталий Мутко сообщил, что решение о дальнейшей работе Фабио Капелло со сборной России уже принято и все вопросы будут решены до конца июня. 14 июля было сообщено о прекращении работы на посту тренера сборной России по соглашению сторон. За досрочное расторжение контракта Капелло получил от РФС рекордную в истории компенсацию в размере около 930 миллионов рублей (около 15 млн евро).

### «Цзянсу Сунин»
11 июня 2017 года был назначен главным тренером китайского клуба «Цзянсу Сунин». Контракт был рассчитан на полтора года, зарплата специалиста составила 10 млн евро. В его тренерский штаб вошли также его соотечественники — Джанлука Дзамбротта и Кристиан Брокки. Итальянец принимал серебряных призёров чемпионата Китая уже по ходу сезона в состоянии глубокого кризиса. Его дебют состоялся в домашнем матче против «Чанчунь Ятай» (1:0). После всего месяца у руля китайского клуба он был выбит в 1/4 финала Кубка Китая командой «Шанхай Шэньсинь». За 12 туров китайская команда одержала лишь одну победу, набрала всего восемь очков и находилась на 15 месте. Тренеру удалось вывести команду из зоны вылета, но в целом прогресс был слишком скромным, даже несмотря на достаточно сильный по местным меркам состав. Клубу принадлежали два из восьми самых дорогих трансферов в истории китайской Суперлиги — это покупки Алекса Тейшейры у донецкого «Шахтёра» (50 млн евро) и Рамиреса у «Челси» (28 млн евро). В оставшейся части сезона они под руководством Капелло по шесть раз выиграли, сыграли вничью и проиграли, финишировав на 12 месте.
У специалиста не складывались отношения с дорогой звездой клуба Алексом Тейшерой, сообщалось и о конфликте между итальянцем и боссами «Цзянсу Сунин» из-за трансферных вопросов. Не купили тех, кого хотел тренер. На правах свободного агента из «Милана» пришёл защитник Габриэль Палетта, а ещё одним новичком стал травмированный ганский нападающий «Црвены Звезды» Ричмонд Боакье. 28 марта 2018 года Капелло решил покинуть клуб из-за испортившихся отношений с руководством. В трёх стартовых турах первенства команда потерпела два поражения. 9 апреля 2018 года Капелло объявил о том, что завершает тренерскую карьеру:
Я набрался очень много опыта за время работы с клубами и национальными командами стран. Работа в «Цзянсу Сунин» — мой последний футбольный опыт, теперь я на пенсии. Сейчас я доволен своей ролью комментатора».

## Тренерский стиль
Капелло считается одним из величайших и наиболее успешных футбольных тренеров всех времён, его называют «прагматичным» тренером, он известен своей тактической универсальностью и способностью адаптировать свои расстановки к тактическим схемам, которые лучше всего подходят его игрокам. Во время работы в мадридском «Реале» Капелло получил прозвище Дон Фабио от испанских СМИ, хотя его хвалили за успех, тактическое понимание и эффективность как тренера, а также за частое развитие нескольких перспективных молодых игроков, он также иногда подвергался критике со стороны игроков и экспертов за чрезмерную строгость и оборонительный настрой как тренера, что привело к многочисленным широко разрекламированным разногласиям с некоторыми из его игроков.
Если Капелло сердится, вряд ли кто-то осмелится посмотреть ему в глаза. А если не пользоваться теми шансами, которые он предоставляет, то можно с таким же успехом идти продавать хот-доги. К Капелло со своими проблемами не пойдешь. Он не приятель какой-нибудь. [...] Все остальные члены команды отправились в душ. Я был совершенно измотан. Я бы тоже с удовольствием завершил этот день. Но вратарь молодёжной команды подошел от боковой линии, и я понял, что сейчас будет происходить. Итало собирался, что называется, накормить меня мячами. Меня окружили и стали навешивать, пасовать, просто забрасывать мячи в штрафную. А я должен был бить по воротам, удар за ударом. И не имел права покинуть штрафную. Это была моя зона — так он говорил. Вот где я должен был быть. И бить, бить, не отдыхая и не сбавляя темпа. А темп был, конечно, сумасшедший. [...] «Я собираюсь выбить из тебя этот «Аякс», — сказал он [Капелло]. «Мне эти голландские привычки не нужны. Раз-два, раз-два, играй в стеночку, играй хорошо, играй технично. Обводи всю команду. А хотя, без этого можно обойтись. Мне нужны голы, понимаешь? Мне нужно вбить тебе в голову итальянский менталитет, развить в тебе инстинкт убийцы». [...] Но Капелло изменил меня. Его стойкость была заразительна: я всё больше превращался из позера в борца за результат.
Златан Ибрагимович о том, как Капелло готовил нападающих в «Ювентусе».

В свой весьма успешный первый период работы в «Милане» Капелло сохранил многих игроков и тактическую систему 4-4-2, введённую Сакки, хотя его стиль управления был менее требовательным и строгим, чем у Сакки, что изначально давало нападающим больше творческой свободы в атаке; он также ввёл в состав первой команды несколько молодых игроков. В последующих сезонах, после травм нескольких атакующих игроков, он принял более консервативную расстановку 4-1-4-1, в которой сильная оборонительная линия команды, дополнительно защищенная Десайи, бывшим центральным защитником, которого Капелло перевёл на позицию опорного полузащитника, обеспечивала основу для большей части успеха команды, а также давала вингерам и более креативным, атакующим полузащитникам лицензию на атаку. В последнем сезоне своего первого пребывания в клубе итальянец часто менял нескольких атакующих игроков команды, чтобы получить максимальную отдачу от каждого из них, не нарушая баланс в команде; он также иногда отказывался от фирменной формы 4-4-2 в пользу 4-3-2-1, используя атакующий трезубец, который позволял двум атакующим плеймейкерам команды, Баджо и Савичевичу, играть рядом друг с другом, позади основного нападающего Веа.
В свой первый приход в «Реал Мадрид» Капелло вновь создал команду, выигравшую титул, основанную на сильной обороне и эффективном стиле игры, но при этом выставил на поле трёх нападающих — Шукера, Миятовича и Рауля — и перевёл в первую команду ещё несколько перспективных молодых игроков. Ключевым компонентом успеха команды стал новый левый защитник Роберто Карлос, который отлично справлялся с атакующими забегами, обыгрывая защитную линию соперника и оказываясь на острие длинных мячей Йерро; эта роль давала ему свободу действий — либо бежать на ворота, либо передавать мяч одному из нападающих команды. Однако в СМИ его также критиковали за то, что он иногда использовал нападающего Рауля в качестве левого вингера.
Во время сезона 2000/01, в котором «Рома» выиграла титул, Капелло принял расстановку 3-4-1-2, которая использовала заднюю линию из трёх человек и атакующих фланговых защитников (Кафу и Кандела), в то время как Тотти действовал в качестве передового плеймейкера команды позади основного нападающего и более мобильного, креативного форварда; атакующее трио поддерживалось двумя трудолюбивыми и агрессивными полузащитниками оборонительного плана, а именно Эмерсоном и Дамиано Томмази. После покупки талантливого юниора Кассано в следующем сезоне Капелло перешёл на схему 3-5-2.
В «Ювентусе» Капелло отклонил просьбу членов совета директоров клуба использовать трёх игроков в передней линии и вновь вернулся к предпочитаемой им схеме 4-4-2. Итальянец выиграл несколько чемпионских титулов подряд и создал сбалансированную и эффективную команду, которая была построена на сильной и высокоорганизованной задней линии, которая поддерживалась двумя динамичными, оборонительными полузащитниками в центре, такими как Мануэле Блази, Стивен Аппиа, Алессио Таккинарди, Эмерсон, а позже Патрик Виейра, которые чередовали оборонительные и игровые функции в полузащите; атакующие вингеры команды, Павел Недвед и Мауро Каморанези, должны были как отходить назад в обороне, так и помогать нападающим в атаке. Капелло обычно ставил основного нападающего команды Давида Трезеге вместе с новичком Златаном Ибрагимовичем на передний план, причём последний играл более креативную роль, а капитан команды Алессандро Дель Пьеро использовался в основном в качестве запасного. Капелло также ввёл в состав несколько молодых игроков, таких как румынский нападающий Адриан Муту и левый защитник Джорджо Кьеллини; выступления последнего позже заставили Капелло посадить на скамейку запасных Жонатана Зебину и перевести левого защитника Джанлуку Дзамбротту на позицию правого защитника, чтобы перевести молодого игрока в первую команду.
Во время своей второй работы в «Реал Мадрид» Капелло применил расстановку 4-2-3-1, которая использовала двух защитников, двух полузащитников и двух вингеров, которые также часто отходили назад; однако в результате основной нападающий клуба Руд ван Нистелрой часто оказывался в изоляции, а эффективный стиль игры команды был назван в СМИ скучным, и тренера часто ругали за его слишком оборонительную тактику. Несмотря на критику в свой адрес, Капелло принял несколько смелых решений, которые позволили нескольким талантливым игрокам сосуществовать, отстранив Роналдо и восстановив Дэвида Бекхэма в стартовом составе, и смог создать организованную и единую командную атмосферу благодаря своему дисциплинированному подходу; в конечном итоге он привёл клуб к восьмиматчевой беспроигрышной серии, чтобы отыграться и завоевать титул чемпиона страны, хотя в конце сезона он был уволен.

## Статистика

### Игровая
| 1963/64 | СПАЛ    | Серия А | 4  | 0 | 1 | 0 |    |   |
| 1964/65 | СПАЛ    | Серия В | 9  | 0 | ? | ? |    |   |
| 1965/66 | СПАЛ    | Серия А | 20 | 1 | ? | ? |    |   |
| 1966/67 | СПАЛ    | Серия А | 16 | 2 | ? | ? |    |   |
| 1967/68 | Рома    | Серия А | 11 | 1 | 1 | 0 |    |   |
| 1968/69 | Рома    | Серия А | 25 | 6 | 8 | 4 |    |   |
| 1969/70 | Рома    | Серия А | 26 | 4 | 5 | 0 | 8  | 3 |
| 1970/71 | Ювентус | Серия А | 27 | 5 | 2 | 0 | 11 | 3 |
| 1971/72 | Ювентус | Серия А | 29 | 9 | 9 | 3 | 7  | 1 |
| 1972/73 | Ювентус | Серия А | 27 | 3 | 9 | 2 | 9  | 0 |
| 1973/74 | Ювентус | Серия А | 27 | 4 | 8 | 0 | 2  | 0 |
| 1974/75 | Ювентус | Серия А | 28 | 3 | 6 | 1 | 9  | 2 |
| 1975/76 | Ювентус | Серия А | 27 | 3 | 1 | 2 | 1  | 0 |
| 1976/77 | Милан   | Серия А | 26 | 1 | 6 | 0 | 0  | 0 |
| 1977/78 | Милан   | Серия А | 28 | 3 | 5 | 0 | 6  | 4 |
| 1978/79 | Милан   | Серия А | 8  | 0 | 0 | 0 | 3  | 1 |
| 1979/80 | Милан   | Серия А | 3  | 0 | 1 | 0 | 2  | 0 |

### Тренерская статистика
| Команда      | Страна                             | Начало работы   | Окончание работы | Результаты | Результаты | Результаты | Результаты | Результаты |
| Команда      | Страна                             | Начало работы   | Окончание работы | И          | В          | Н          | П          | В %        |
| ------------ | ---------------------------------- | --------------- | ---------------- | ---------- | ---------- | ---------- | ---------- | ---------- |
| Милан        | Флаг Италии (1946—2003)            | 6 апреля 1987   | 30 мая 1987      | 7          | 3          | 3          | 1          | 42.85      |
| Милан        | Флаг Италии (1946—2003)            | 1 июля 1991     | 30 июня 1996     | 249        | 143        | 75         | 31         | 57.42      |
| Реал Мадрид  | Флаг Испании                       | 1 июля 1996     | 30 июня 1997     | 48         | 31         | 12         | 5          | 64.58      |
| Милан        | Флаг Италии (1946—2003)            | 1 июля 1997     | 30 июня 1998     | 44         | 16         | 14         | 14         | 36.36      |
| Рома         | Флаг Италии (2003—2006)            | 1 июля 1999     | 30 июня 2004     | 241        | 119        | 72         | 50         | 49.37      |
| Ювентус      | Флаг Италии (2003—2006)            | 1 июля 2004     | 4 июля 2006      | 105        | 68         | 24         | 13         | 64.76      |
| Реал Мадрид  | Флаг Испании                       | 6 июля 2006     | 28 июня 2007     | 50         | 28         | 12         | 10         | 56.00      |
| Англия       | Флаг Англии                        | 14 декабря 2007 | 8 февраля 2012   | 42         | 28         | 8          | 6          | 66.67      |
| Россия       | Флаг России                        | 26 июля 2012    | 14 июля 2015     | 33         | 17         | 11         | 5          | 51.51      |
| Цзянсу Сунин | Флаг Китайской Народной Республики | 11 июня 2017    | 28 марта 2018    | 24         | 8          | 7          | 9          | 33.33      |
| Всего        | Всего                              | Всего           | Всего            | 843        | 461        | 238        | 144        | 54,68      |

## Достижения

### В качестве игрока
«Рома»
- Обладатель Кубка Италии: 1968/69
- Итого: 1 трофей

«Ювентус»
- Чемпион Италии (3): 1971/72, 1972/73, 1974/75
- Итого: 3 трофея

«Милан»
- Чемпион Италии: 1978/79
- Обладатель Кубка Италии: 1976/77
- Итого: 2 трофея

### В качестве тренера
«Милан»
- Чемпион Италии (4): 1991/92, 1992/93, 1993/94, 1995/96
- Обладатель Суперкубка Италии (3): 1992, 1993, 1994
- Победитель Лиги чемпионов УЕФА: 1993/94
- Обладатель Суперкубка УЕФА: 1994
- Итого: 9 трофеев

«Реал Мадрид»
- Чемпион Испании (2): 1996/97, 2006/07
- Итого: 2 трофея

«Рома»
- Чемпион Италии: 2000/01
- Обладатель Суперкубка Италии: 2001
- Итого: 2 трофея

«Ювентус»
- Чемпион Италии (2): 2004/05, 2005/06
- Итого: 2 трофея (клуб лишён титулов из-за коррупционного скандала)

### Личные
- Футбольный тренер года в Италии: 2005
- Обладатель премии «Золотая скамья» (3): 1992, 1994, 2001
- Введён в Зал славы итальянского футбола: 2013
- «Серебряная лань» — лучший тренер года (Федерация спортивных журналистов России, 18 декабря 2013 года)[178].
- Премия Globe Soccer Awards за выдающуюся тренерскую карьеру: 2018
- Введён в зал славы футбольного клуба «Милан»[179]

## Личная жизнь
Капелло женат на своей подруге со школьных лет, Лауре, с которой встретился, ещё будучи подростком, на автобусной остановке. У них есть сын Пьер Филиппо (Pier Filippo), имеющий юридическое образование и помогающий в качестве юриста отцу при подписании контрактов, например, в критической ситуации со сборной России. Агентом отца он не является, так как Фабио представляет себя сам, о чём он заявил в интервью.
Фабио Капелло сделал множество спорных комментариев, включая поддержку политики Франсиско Франко, генералиссимуса Испании середины XX века.
Капелло — большой любитель изобразительного искусства. Коллекция приобретённых им работ оценивается примерно в 27,5 млн долларов. Любимым художником Капелло является русский живописец Василий Кандинский. Капелло очень любит оперу, а также проводить вечера, слушая классическую музыку.

## Судебное преследование
16 января 2008 года Капелло был вписан в число возможных виновников в сокрытии налогов во время работы в Турине. Однако позже предъявление обвинений Капелло было снято, а его связь с делом была представлена как часть обычной проверки богатых итальянцев.
31 марта 2008 года было объявлено, что Капелло должен был быть допрошен прокурором из-за отказа предоставить информацию следствию. Государственный обвинитель намеревался привести Капелло и бывшего генерального директора «Ювентуса» Антонио Джираудо, чтобы они свидетельствовали против шестерых обвиняемых в деле спортивного агентства Gea World, использовавших насилие и угрозы в своей деятельности.